# 1956
1956 (MCMLVI) fon un any bixest començat en diumenge, corresponent a l'any 2500 del calendari budista.

## Esdeveniments
Països Catalans
- Febrer, Empordà: Any de la fred. La baixada de temperatures del febrer del 1956, un dels episodis més dramàtics que li ha tocat viure a l'agricultura gironina en general, i l'empordanesa en particular, en tot el segle xx, amb una onada de fred molt sostinguda i molts dies de glaçada durant tot el mes.
- Barcelona: es funda l'Esbart Mare Nostrum.[1]
- Barcelona: es publica Terra de naufragis, llibre de poemes de Pere Quart, pseudònim poètic de Joan Oliver i Sallarès.[2]
- Els folkloristes Joan Amades i Josep M. Castells recuperen el Ball de faixes de Sant Martí de Tous.[3]

Resta del món
- 26 de gener al 5 de febrer, Cortina d'Ampezzo, Itàlia: VII Jocs Olímpics d'Hivern.
- 24 de febrer, L'Havana, Cuba: Es funda el DIrectori Revolucionari Estudiantil, organització armada que tindrà un paper actiu en la Revolució Cubana.[4]
- 2 de març: Marroc s'independitza de França.
- 20 de març, Tunísia: Habib Bourguiba signa amb el president de govern francès Edgar Faure el Tractat que proclama la independència del país.
- 23 de març: Pakistan esdevé la primera república islàmica del món.
- 27 d'abril, EUA: es retira, invicte, el boxador Rocky Marciano, campió dels pesos pesants[5]
- 25 d'octubre, Oslo, Noruega: el Comitè Noruec del Nobel atorga el Premi Nobel de Literatura a Juan Ramón Jiménez.
- 31 d'octubre, Hongria: s'hi esdevé una revolta contra les tropes soviètiques.
- 18 de desembre, Japó esdevé membre de l'ONU.
- Descobriment de l'antipartícula del neutró (n0
) per part de Bruce Cork.

Còmics
- Al febrer, Hergé acabà la serialització de L'afer Tornassol i poc després se'n publicà l'àlbum, el dihuité de les aventures de Tintín.

- 20 de setembre, Bèlgica: es publica el n° 926 de la revista Spirou on s'inclou la primera aparicio de Gil Pupil·la, creat per Maurice Tillieux.

### Premis Nobel
| Camp                  | Guardonats                                                           |
| --------------------- | -------------------------------------------------------------------- |
| Física                | - John Bardeen - Walter Houser Brattain - William Shockley           |
| Química               | - Cyril Norman Hinshelwood - Nikolai Semienov                        |
| Medicina o Fisiologia | - André Fréderic Cournand - Werner Forssmann - Dickinson W. Richards |
| Literatura            | - Juan Ramón Jiménez                                                 |
| Pau                   | - No atorgat                                                         |

## Naixements
| M/d   | Nom i llinatges   | Activitat | Origen     | M.   |
| ----- | ----------------- | --------- | ---------- | ---- |
| 01/14 | Hubert Mingarelli | escriptor | francés    | 2020 |
| 10/19 | Santu Mofokeng    | fotògraf  | sud-africà | 2020 |

Les persones nascudes el 1956 faran 69 anys el 2025.
Països Catalans
- 23 de gener - Barcelona: Ramon Violant i Simorra, etnògraf català.
- 31 de gener- Barcelona: Artur Mas i Gavarró, polític català, president de la Generalitat de Catalunya (2010-2016)
- 14 de febrer- Barcelona: Rosa Castillo Araujo, jugadora de bàsquet catalana que fou membre de la selecció femenina espanyola.[6]
- 29 de març- Girona: Fina Birulés i Bertran, professora de Filosofia a la Universitat de Barcelona, pensadora, investigadora, escriptora, traductora, fundadora del seminari «Filosofia i Gènere».[7]
- 2 d'abril: 
  - Sabadell, Vallès Occidental: Benet Casablancas i Domingo, compositor català.[8]
  - Alzira: Pilar de la Oliva Marrades, magistrada valenciana, Presidenta del Tribunal Superior de Justícia de la Comunitat Valenciana.[9]
- 18 d'abril - Barcelona: Carmen de Rivera i Pla, advocada laboralista, professora, política, diputada al Parlament.[10]
- 19 de maig - Barcelona: Anna Pujol Rius, practicant i regatista de patí de vela catalana.[11]
- 29 de maig - Xerta, Baix Ebre: Carme Forcadell i Lluís, 14a presidenta del Parlament de Catalunya.[12]
- 1 de juny - Girona, Dolors Garcia i Cornellà, escriptora catalana de literatura infantil i juvenil, llicenciada en psicologia.[13]
- 14 de juny - Siena: Gianna Nannini, cantant italiana de música rock.[14]
- 17 de juny - la Jonquera: Rosa Brugat Batlle, artista multidisciplinar que ha realitzat treballs escultòrics, pictòrics i fotografia digital.[15]
- 4 de juliol - Barcelona: Carme Torras, matemàtica, informàtica, robotista, professora d'investigació i novel·lista de ciència-ficció.[16]
- 11 de juliol - Sant Guim de Freixenet, la Segarra: Mercè Canela i Garayoa, escriptora catalana.[17]
- 30 de juliol - el Poblenou, Barcelona: Pilar Garriga i Anguera, traductora i escriptora catalana.[18]
- 31 de juliol - Alboraia, Horta Nord: Joan Dolç i Balaguer, escriptor, productor audiovisual i fotògraf valencià.
- 10 d'agost - Sabadell: Assumpció Oristrell i Salvà, pintora catalana contemporània.[19]
- 25 d'agost - Barcelona: Anna Veiga Lluch, biòloga, investigadora i professora universitària.[20]
- 6 de setembre - Llinars del Vallès, Vallès Oriental: Teresa Pous, escriptora catalana.[21]
- 30 de novembre - Casablanca, Marroc: Magda Camps i Paget, nedadora olímpica catalana.[22]
- 3 de desembre - Barcelona: Mireia Ros, actriu, productora i directora catalana de cinema, teatre i televisió.[23]
- 18 de desembre - Mataró, Maresme: Jordi Bosch i Palacios, actor català.
- 25 de desembre - Barcelona: Xavier Borràs, escriptor i periodista català.
- 28 de desembre - Almacelles: Teresa Rodrigo Anoro, física catalana, catedràtica de Física Atòmica de la U. de Cantàbria (m. 2020).[24][25]
- Barcelona: Miquel Adrià i Pérez, arquitecte
- Sabadell: Nativitat Ayala, pintora catalana.[26]
- Balaguer: Mont Marsà, dissenyadora gràfica catalana.[27]

Resta del món
- 1 de gener, París: Christine Lagarde, política i advocada francesa; ha estat directora de l'FMI i presidenta del Banc Central Europeu.[28]
- 3 de gener, Peekskill, Estat de Nova York, EUA: Mel Gibson, actor.
- 6 de gener, 
  - Portland, Elisabeth Strout, escriptora estatunidenca, Premi Pulitzer 2009 i Premi Llibreter el 2010.[29]
  - Londres, Regne Unit: Justin Welby, clergue anglicà. Arquebisbe de Canterbury des de 2013.[30]
- 8 de gener, Sevilla: María Sanz, escriptora i poetessa espanyola.[31]
- 9 de gener, Würzburg, Alemanya: Waltraud Meier, mezzosoprano i soprano alemanya especialitzada en papers wagnerians.[32]
- 10 de gener, Huangzhou (Xina): Liu Xinglong (xinès: 刘醒龙), escriptor xinès guanyador del vuitè Premi Mao Dun de Literatura de l'any 2011.[33]
- 12 de gener, Rússia, Gagarin: Nikolai Noskov, cantant, músic rus, cantant de Gorki Park.
- 13 de gener: Ghislaine Dupont, periodista francesa.
- 18 de gener, Montevideo: Elli Medeiros, cantant i actriu francouruguaiana.[34]
- 19 de gener, 
  - Chicago: Susan Solomon, química atmosfèrica, demostrà que els CFC eren causants del forat a la capa d'ozó.[35]
  - Lomas de Zamora: Adriana Inés Acosta, militant política i jugadora d'hoquei sobre herba argentina (desapareguda 1978).[36]
- 21 de gener, Wareham, Massachusetts: Geena Davis, actriu estatunidenca guanyadora d'un Oscar.[37]
- 7 de febrer, Tomsk, Rússia: Zinaida Greceanîi, economista i política, ha estat primera ministra de Moldàvia.[38]
- 16 de febrer, Paul Gilroy, sociòleg.
- 19 de febrer, Burlington, Massachusetts, EUA: Roderick MacKinnon, bioquímic nord-americà, Premi Nobel de Química de 2003.
- 24 de febrer, Cleveland (Ohio), EUA: Judith Butler, acadèmica, pensadora i feminista.[39]
- 26 de febrer, Saint-Pierre (Illa de la Reunió): Michel Houellebecq, escriptor i director de cinema francès.[40]
- 1 de març, Vílnius: Dalia Grybauskaite, política lituana que ha estat Presidenta de Lituània.[41]
- 12 de març, Hattingen, Rin del Nord-Westfàlia: Jost Gippert, lingüista, investigador i professor de lingüística comparativa alemany
- 16 de març, Felsberg, Grisons: Eveline Widmer-Schlumpf, advocada, notària i política suïssa, ha estat Presidenta de la Confederació.[42]
- 20 de març, Upholland (Lancashire)ː Catherine Ashton, política britànica.[43]
- 25 de març, Hamburg: Dörte Gatermann, arquitecta alemanya que va dissenyar la Kölntriangle, coneguda com LVR-Turm, de Colònia.[44]
- 28 de març, Jūrmala: Amanda Aizpuriete, poetessa i traductora letona.[45]
- 6 d'abril, Waterloo, Iowa: Michele Bachmann, política nord-americana, ha estat aspirant a candidata presidencial pel Partit Republicà[46]
- 23 d'abril, Washington D. C.ː Caroline Thompson, novel·lista, guionista, directora i productora americana.[47]
- 26 d'abril, Riaño, Lleó: Imanol Arias, actor cinematogràfic espanyol.
- 29 d'abril, Roma: Donatella Di Cesare, filòsofa i acadèmica italiana.[48]
- 30 d'abril, Copenhaguen: Lars von Trier, director de cinema danès.
- 4 de maig, Frankfurt del Main, Alemanya Occidental: Ulrike Meyfarth. atleta alemanya, saltadora d'alçada, medallista olímpica.[49]
- 7 de maig, Chatam, Anglaterra: Anne Dudley, compositora de música pop i per al cinema, guanyadora d'un Oscar per The Full Monty.[50]
- 8 de maig, Roma, Itàlia: Cristina Comencini, directora, guionista i escriptora italiana.[51]
- 16 de maig, Sham Shui Po, Hong Kong: Alexandra Wong, activista social xinesa.[52]
- 24 de maig, Kamuli, Uganda: Rebecca Kadaga, advocada i política ugandesa que ha estat presidenta del Parlament d'Uganda.[53]
- 3 de juny, Catània: Donatella Della Porta, sociòloga i acadèmica italiana, professora de ciències polítiques i sociologia.[54]
- 9 de juny, Miami: Patricia Cornwell, escriptora estatunidenca, especialitzada en gènere policíac.[55]
- 23 de juny, Mansfield, Ohio, Estats Units: Sylvia McNair, soprano estatunidenca.[56]
- 26 de juny, Meaux, França: Véronique Genest, actriu francesa coneguda pel seu paper de Julie Lescaut.[57]
- 28 de juny, Jerusalem, Israel: Amira Hass, periodista israeliana que viu a Gaza des de 1993 i informa des dels territoris ocupats.[58]
- 5 de juliol, Asunción, Paraguai: Horacio Cartes, president de Paraguai.[59]
- 9 de juliol, EUA: Tom Hanks, actor.
- 13 de juliol:
  - Praga: Kateřina Emingerová, compositora, pianista i educadora musical txeca, escriptora i crítica musical (m. 1934).[60]
  - Nova York: Janet Yang, productora estatunidenca i primera presidenta d'ascendència asiàtica de l'Acadèmia de les Arts i les Ciències Cinematogràfiques,
- 14 de juliol, Cheshire: Cornelia Parker, artista visual i escultora anglesa, coneguda per les seves escultures a gran escala.[61]
- 15 de juliol, Manchester, Regne Unit: Ian Curtis, cantautor i líder del grup musical Joy Division.
- 24 de juliol, Riga: Inguna Rībena, arquitecta i política letona, ha estat Ministra de Cultura de Letònia.[62]
- 30 de juliol, Lone Tree, Oklahoma: Anita Hill, professora universitària, advocada i activista estatunidenca.[63]
- 4 d'agost, Cold Spring Harbor, Estats Units: Meg Whitman, empresària i alta directiva nord-americana, al capdavant de Hewlett-Packard.[64]
- 7 d'agost, San José: Christiana Figueres, diplomàtica i antropòloga costa-riquenya, una de les grans expertes del món en canvi climàtic.[65]
- 8 d'agost, Buenos Aires: Cecilia Roth, actriu argentina de cinema, teatre i televisió.[66]
- 26 d'agost, Londres: Sally Beamish, compositora britànica i violista.[67]
- 2 de setembre, Andújarː Micaela Navarro Garzón, política andalusa, ha estat presidenta del PSOE i vicepresidenta del Congrés.[68]
- 5 de setembre, Clervaux: Marianne Majerus, fotògrafa luxemburguesa, especialista en fotografia de jardins.[69]
- 16 de setembre, Nova Jersey, EUA: David Seth Kotkin, conegut com David Copperfield, un il·lusionista estatunidenc.[70]
- 30 de setembre, Edmonton, Canadà: Melissa Franklin, física de partícules experimental, professora a la Universitat Harvard.[71]
- 21 de setembre, Valladolid: Mercedes Rueda Sabater, arqueòloga i conservadora, numismàtica (m. 1995).[72]
- 1 d'octubre, Eastbourne, Anglaterra: Theresa May, política britànica, membre del Partit Conservador, fou primera ministra del Regne Unit.[73]
- 15 d'octubre, Gibraltar: Peter Caruana, ministre en cap de Gibraltar (1996 -2011).
- 16 d'octubre, Ciutat de Nova York, EUA: Marin Alsop directora d'orquestra.
- 17 d'octubre, Decatur, Alabama: Mae Jemison, metgessa estatunidenca i astronauta de la NASA.[74]
- 18 d'octubre, Suresnes (França): Luc Lang, escriptor francès. Premi Médicis de l'any 2019.[75]
- 20 d'octubre, Manchester, Anglaterra: Danny Boyle, director de cinema i productor anglès.[76]
- 28 d'octubre, Landau in der Pfalz: Volker Zotz, filòsof austríac
- 8 de novembre, Donostia, el País Basc: Cristina Iglesias, escultora i gravadora, premi Nacional d'Arts Plàstiques.[77]
- 10 de novembre, Lleó: Margarita Robles, jutgessa i política espanyola, actual ministra de Defensa d'Espanya.[78]
- 3 de desembre, Skaryszew, Polònia: Ewa Kopacz, metgessa i política polonesa que ha estat primera ministra de Polònia i eurodiputada.[79]
- 4 de desembre, Straubing, Alemanya Occidental: Hanni Wenzel, esquiadora alpina alemanya.[80]
- 6 de desembre, Berkeley: Peter Buck, guitarrista de R.E.M.
- 7 de desembre,West Baden, Indiana, Estats Units: Larry Bird, jugador de bàsquet de la NBA[81]
- 8 de desembre, París: Pierre Pincemaille, músic francès
- 9 de desembre: 
  - Colònia: Henriette Reker, advocada i política independent alemanya, alcaldessa de Colònia des de 2015.[82]
  - Poitiers: Jean-Pierre Thiollet, escriptor i periodista francès
- 25 de desembre, Bogotà:
  - Íngrid Betancourt, política colombiana, exsenadora i activista anti-corrupció.[83]
  - Scholastique Mukasonga, escriptora ruandesa.[84]

## Necrològiques
Països Catalans
- 23 de gener - Barcelona: Ramon Violant i Simorra, etnògraf català.
- 2 de febrer - París: Joan Puig i Ferreter, escriptor i polític català (n. 1882).[85]
- 10 de febrer - Milà: Tina Poli-Randaccio, soprano italiana (n. 1879).[86]
- 8 de març - Ciutadella de Menorca: Margarita Florit Anglada, mestra i pedagoga menorquina (n. 1887).[87]
- 14 d'abril - Barcelonaː Anna Senyé d'Aymà, poetessa, periodista i activista social catalana (n. 1881).[88]
- 18 d'abril - l'Escala: Josep Vicens i Juli, l'Avi Xaxu, compositor de sardanes i músic.[89]
- 21 d'abril - Barcelona, Cèsar Comas i Llaberia, metge radiòleg català(n. 1874).[90]
- 5 de maig - Barcelona: Montserrat Garriga Cabrero, botànica catalana (n.1864).[91][92]
- 8 de maig - Barcelona: Isabel Güell i López, compositora catalana (n. 1872).[93]
- 19 de juny - València: María Sorolla, pintora valenciana (n. 1889).[94]
- 1 de juliol: Sabadell, Vallès Occidental: Cebrià Cabané i Bril, pianista i professor de música català.
- 17 d'agost - Barcelona: Paulí Castells i Vidal, enginyer industrial i matemàtic català.
- 24 d'octubre - València: Pepita Roca Salvador, guitarrista valenciana (n. 1897).[95]
- 28 d'octubre - San Juan de Puerto Rico: Zenòbia Camprubí i Aymar, escriptora i traductora (n. 1887).[96]
- 3 de desembre - Montuïri, Mallorca: Catalina Pocoví Mayol, glosadora i pagesa mallorquina.[97]
- 11 de novembre - Barcelona: Ignasi Domènech i Puigcercós, cuiner i gastrònom català.
- 17 de desembre - Borredà: Antònia Bardolet i Boix, escriptora i feminista catalana (n. 1877).

Resta del món
- 5 de gener - Bougival, Illa de França: Mistinguett, cantant, actriu i vedet francesa (n. 1875).[98]
- 9 de gener - Cincinnati, Ohioː Marion Leonard, actriu de cinema mut nord-americana (n. 1881).[99]
- 15 de gener - Madrid: Bartolomé Pérez Casas, director d'orquestra i compositor espanyol (n. 1873).
- 28 de gener - Düsseldorf: Marie Juchacz, reformadora social alemanya.[100]
- 3 de febrer - París: Émile Borel, matemàtic i polític (n. 1871).
- 17 de març - París: Irène Joliot-Curie, física i química francesa, Premi Nobel de Química, 1935).[101]
- 13 d'abril - Sevilla: Blanca de los Ríos Nostench, escriptora, pintora i editora espanyola (n. 1859).[102]
- 15 d'abril - Hollywood: Kathleen Howard, cantant d'òpera i actriu canadenca (n. 1884).[103]
- 16 d'abril - Rosario, Santa Fe, Argentina: Alcides Greca, escriptor, cineasta, jurista, professor, activista indigenista i polític argentí.
- 23 d'abril - Roma, Itàlia: Giuseppe Capograssi, jurista i filòsof del dret (n. 1889).[104]
- 25 d'abril - Hödingen, Alemanya: Paul Renner, tipògraf alemany.
- 6 de juny - Nova York: Margaret Wycherly, actriu anglesa (n. 1881).[105]
- 8 de juny - París: Marie Laurencin, pintora i gravadora francesa (n. 1883).[106]
- 20 de juny, Füssen: Minnie Nast, soprano alemanya (n. 1874).[107]
- 23 de juny - Moscou (Rússia): Reinhold Glière, compositor rus d'ascendència alemanya (n. 1875).[108]
- 8 de juliol - Florència, Toscana (Itàlia): Giovanni Papini, escriptor italià (n. 1881).[109]
- 11 d'agost: Jackson Pollock, pintor estatunidenc, referent en el moviment de l'expressionisme abstracte (n. 1912).
- 14 d'agost - Berlín, Alemanya: Bertolt Brecht, escriptor alemany (n. 1898).
- 16 d'agost - Los Angeles, EUA: Béla Lugosi, actor hongaro-nord-americà, conegut per la seva interpretació del comte Dràcula (n. 1882).[110]
- 22 de setembre - Brighton (Regne Unit): Frederick Soddy, químic anglès, Premi Nobel de Química de 1921 (n. 1877).
- 25 de setembre - Plano, Estats Units: Grace Ravlin, pintora nord-americana (n. 1873).[111]
- 5 de novembre -Los Angeles, Califòrnia, Estats Units: Art Tatum fou un pianista de jazz estatunidenc (n. 1909).[112]
- 12 de novembre - París, França: Juan Negrín, polític i metge espanyol, president de la Segona República Espanyola (n. 1892).
- 11 de desembre - Zúric: Stefi Geyer, violinista hongaresa (n. 1888).[113]